# Idealizm obiektywny
Idealizm obiektywny – jedna z podstawowych form idealizmu obok idealizmu subiektywnego. Idealiści obiektywni uznają istnienie realnego świata poza człowiekiem, ale uważają, że u podstawy świata leży rozum, że świat materialny jest produktem rozumu świata. Idealizm obiektywny sprowadza świat do idei istniejących poza zjawiskami materialnymi i niezależnie od nich. Idealizm ten nazywa się obiektywnym dlatego, iż uznaje istnienie określonego „obiektywnego” pierwiastka duchowego, niezależnego i odmiennego od ludzkiej świadomości.